# Ибшер, Гуго
Хьюго Ибшер (нем. Hugo Ibscher; 28 сентября 1874 — 26 мая 1943) — немецкий реставратор, специализировавшийся на сохранении и реставрации папирусов. Основоположник реставрации папирусов.

## Биография
Хьюго Ибшер родился в семье силезского ремесленника, который владел кнайпе в Берлине. После окончания школы стал подмастерьем у переплетчика Фрёлиха. В выбранной профессии научился основам своей будущей работы, а также любви к письменным принадлежностям и письменному или печатному слову, что также будет характеризовать его впоследствии. Посещал художественную школу и был членом спортивного клуба. В 16 лет стал ассистентом арабиста Людвига Абеля, который по работе обращался за помощью к Фрёлиху. У Абеля Ибшер научился монтировать уже очищенные и разглаженные папирусы между двумя стеклами. Он быстро освоил и другие способы и превзошел Абеля в мастерстве. Ещё будучи подмастерьем, изучил шрифты десяти различных языков, включая латынь, древнегреческий, арабский и арамейский. Кроме того, Ибшер продемонстрировал отличное понимание структуры папирусов, таких как ход волокон, мельчайшие нюансы цвета и соединение мельчайших деталей. Он быстро превратился в одного из самых известных экспертов в области изучения папирусов.
На рубеже XIX и XX веков Берлинская коллекция папирусов под руководством Вильгельма Шубарта выросла из небольшой коллекции в одну из крупнейших коллекций такого рода в мире, в том числе, благодаря целенаправленным приобретениям Deutschen Papyruskartells. Благодаря таким исследователям, как Шубарт, Ульрих Вилькен, Адольф Эрман и Ульрих фон Виламовиц-Мёллендорф, Берлин превратился в международный центр папирологии, в то время самой молодой дисциплины в классических исследованиях. Благодаря мастерству ему стали доверять такие ценные экспонаты, как Элефантинские папирусы. Не достигнув и 30 лет, Ибшер стал всемирно известен, благодаря обнаружению в 1902 году поэмы «Персы» Тимофея Милетского. Теперь об Ибшере стало известно и другим исследовательским центрам. В 1907 году он впервые отправился в Англию, куда в будущем ему предстояло ездить особенно часто. Незадолго до начала Первой мировой войны и во время одной из последних поездок Ибшера в Англию министр культуры Карл Генрих Беккер назвал его «добрым молчаливым посланием из Германии в зарубежные страны, которое ни один хороший посол не смог бы выполнить лучше». Его услуги стали востребованы и за рубежом: в библиотеке Уппсальского университета он восстановил Серебряный кодекс, готическую Библию епископа Вульфилы. Для городского архива Ростока он восстановил свиток Вике Шорлера XVI века, на котором изображена панорама города Росток. В результате в 1926 году Гамбургский университет присвоил ему звание почетного доктора. В Ватикане он восстанавливал папские документы и даже состоял в дружеских отношениях с Папой Пием XI. В Копенгагене работал с рукописью Авесты. Прусская академия наук наградила его серебряной медалью Лейбница в 1926 году, как и Баварская академия наук. Датский король наградил его орденом Даннеброга, а в 1927 году был удостоен звания командора ордена Святого Григория Великого.
Начиная с 1930-х годов, Ибшер всё больше и больше погружался в работу. Только поездки за границу, которые часто включали реставрационные работы, помимо работы с папирусами, становились периодами отдыха. Самой сложной задачей для него, вероятно, было восстановление манихейских рукописей, которые уже сгнили, слиплись и пролежали под водой несколько веков. Ибшер смог извлечь семь папирусных книг из горы страниц, которые считались утраченными. Половина находки принадлежала Берлину, а половина — американскому меценату Альфреду Честеру Битти. Не в последнюю очередь благодаря доверию Битти к Ибшеру, весь комплекс находок остался в Берлине, даже когда в 1939 году Вторая мировая война казалась неизбежной. Битти также поручил Ибшеру восстановить другие тексты, например, одну из самых ранних находок библейских текстов. Начало войны оказало существенное влияние на работу Ибшера. У него больше не было покоя, необходимого для его трудной работы. Случайно он получил заказ от Берлинской государственной библиотеки, по поручению которой открыл новую сферу деятельности: спас рукописи Иоганна Себастьяна Баха от коррозии чернил. Здесь он применил ту же технику, которую уже успешно использовал для копенгагенских рукописей Авесты: документы были покрыты шифоновым шелком из Лиона.
После окончания войны Ибшер надеялся посвятить себя исключительно работе за границей, с сильно повреждёнными папирусами, которые «папирусный доктор» хотел помочь спасти. Тем временем в Германии работали другие реставраторы, в том числе его сын Рольф Ибшер, который, как и его отец, работал над берлинской коллекцией. Приняв приглашение Герхарта Гауптмана — фотография рук Ибшера, восстанавливающих папирус, вдохновила того на мысль о «думающих руках» — он готовился к поездке в Вену и Агнетендорф, но неожиданно перенес инсульт и умер.
Ибшер на протяжении всей жизни помнил о своём происхождении. Так, он был председателем Федерации немецких гильдий переплетчиков. В 1927 году основал ежемесячный журнал Der Buchbinderlehrling.